# Илия Кънчев
Илия Кънчев е български музикант и композитор. Автор на химна на българските емигранти „Обичам те, майко Българийо“. Основател е на една от първите български метъл групи – Импулс.

## Биография
Роден е през 1950. Завършил е държавната консерватория. Първите му изяви като професионален музикант са по баровете, а след това работи с естрадни изпълнители като Емил Димитров и Маргарита Хранова. През 1974 е взет в група „Фактор“ за заместник на Валди Тотев. През месец март 1979 основава студийната група към БНР и става неин основен композитор. Тя приема името „Импулс“, откупено от Вили Кавалджиев. Кънчев осигурява на групата модерна апаратура. Също така той открива първото частно звукозаписно студио в България. Първоначално Импулс свири мелодичен рок, но към края на 80-те преминава в хевиметъл и Илия остава само като мениджър. В началото на 90-те години работи в Ротердам, докато Импулс не се събират отново и издават албума „Лошо гадже“, а след това и „Аутопсия на една държава“. През 1997 композира албума на Кичка Бодурова „Това съм аз“. През 1999 емигрира във Флорида, САЩ.
Илия Кънчев умира на 12 ноември 2009 в Мадрид, Испания.